# Камбријумска експлозија
Камбријумска експлозија је назив који описује наглу појаву сложених вишећелијских макроскопских организама у периоду од пре 542—530 милиона година. Овај период означава наглу трансформацију фосилних трагова с појавом најранијих примерака многих типова метазоа (вишећелијских животиња). „Експлозивна“ појава ове адаптивне радијације се тумачи и као нагла еволуциона промена и као последица напретка технологије, која, за разлику од ранијих периода, није знала уочити микрофосиле.